# Xerodèrmia pigmentada
La xerodèrmia pigmentada (XP) és una malaltia genètica autosòmica recessiva que afecta la reparació de l'ADN, impedint la restauració del dany causat per la radiació ultraviolada. Aquest trastorn provoca múltiples basaliomes i altres càncers en la joventut. En molts casos, és necessari evitar completament la llum solar. Les dues causes principals de mort en afectats per XP són les metàstasis dels melanomes i dels carcinomes de cèl·lules escamoses. La XP és més comú en japonesos.

## Etiologia
El defecte més comú en la xerodèrmia pigmentada és un defecte genètic en què els enzims de reparació per escissió de nucleòtids (NER) estan mutats, produint una reducció o eliminació d'aquest sistema de reparació del DNA. El dany no reparat condueix a mutacions, alterant la informació del DNA de les cèl·lules. Si les mutacions afecten a gens importants, com els gens supressors de tumors (com el p53) o protooncogens, llavors es pot produir càncer. Els pacients afectats refereixen un major risc de desenvolupar càncer, especialment carcinoma de cèl·lules basals.
Normalment, el dany en el DNA de les cèl·lules epidèrmiques té lloc durant l'exposició a la llum ultraviolada. L'absorció de tanta energia provoca la formació de dímer de timina|dímers de timina i 6-4PP (pirimidina-6-4-primidona fotoproductes). El procés normal de reparació comporta l'escissió de nucleòtids. El dany es "talla" per mitjà d'uns enzims -endonucleases, i llavors l'espai és omplert per una polimerasa de DNA i "ajuntat" per una ligasa.